# Xmas (linguistica)

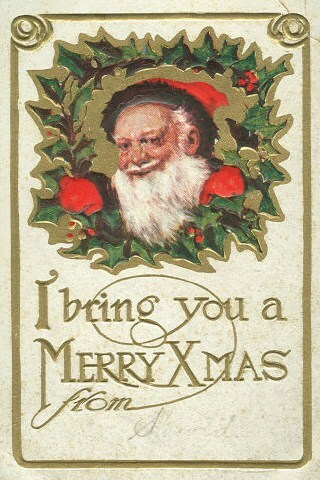
Cartolina del 1910 recante la scritta Xmas

Il termine Xmas (anche riportato con le grafie XMas e X-Mas) è una abbreviazione, di uso informale e colloquiale, o commerciale, della parola inglese Christmas (Natale). 

## Etimologia
Tale abbreviazione deriva dalla parola greca Χριστος, Christos, ossia Cristo. Originariamente, infatti, la prima lettera di Xmas stava per Χ (chi) e veniva quindi pronunciata secondo la fonetica greca (ovvero come un [kh] aspirato). Con il tempo però il chi greco, a causa della sua somiglianza con la lettera latina X, diventò sempre più simile a quest'ultima assumendone anche la pronuncia.

## Storia
Nell'antica arte cristiana χ e χρ (Chi Rho - le prime due lettere della parola greca Χριστος, Christos) costituivano il monogramma di Cristo ed erano usate come abbreviazione del nome di Cristo, come compare spesso anche nel Nuovo Testamento.
I primi utilizzi diffusi dell'abbreviazione "Xmas" li troviamo con Bernard Ward nella Storia del Collegio St.Edumnd (pubblicato nel 1755). Una versione ancor precedente dell'abbreviazione la troviamo nel 1551, e corrispondeva a "X'temmas". Andando ancor più indietro, intorno al 1100 troviamo il termine "Xp̄es Maesse" nella Cronaca Anglosassone.
"Xmas" si trova anche in una lettera scritta da George Woodward, diplomatico britannico, nel 1753. Lord Byron utilizzò il termine nel 1811, come anche Samuel Coleridge (1801) e Lewis Carroll (1864).
Negli Stati Uniti, la quinta edizione del The royal standard English dictionary, pubblicato a Boston nel 1800, incluse nella sua "lista di abbreviazioni comuni e di contrazioni delle parole" la voce Xmas. Christmas.
Oggi l'espressione è universalmente nota in tutto il mondo.
Questa abbreviazione inglese di Natale non è però universalmente accettata: a volte può essere vista come una dissacrazione del Natale e come blando metodo per risparmiare caratteri nella scrittura di e-mail e SMS.